# Infamous: Festival of Blood
Infamous: Festival of Blood (estilizado como inFAMOUS: Festival of Blood) é um videojogo em formato digital da PlayStation Network. Festival of Blood é um titulo único na série Infamous e não necessita do disco de Infamous 2 para se jogar.
A história é vista de uma maneira diferente do aspecto padrão da série, sendo que é uma paródia contada por Zeke Dunbar, o melhor amigo do protagonista principal. O jogo tem novos personagens, poderes e o modo de criação retirado de Infamous 2 (UGC - Conteudo Gerado pelo Utilizador) contém agora a possibilidade de criar cutscenes com estilo de banda desenhada. Festival of Blood também suporta o comando PlayStation Move. Ao contrário dos outros jogos da série, em Festival of Blood não existe as escolhas Karma, devido ao estado vampiro de Cole.
Infamous: Festival of Blood – juntamente com inFamous e inFamous 2 – foi lançado em Agosto de 2012 como parte da inFamous Collection, sob a nova linha da Sony de "Coleções PlayStation" para a PlayStation 3.